# Glenn Strömberg

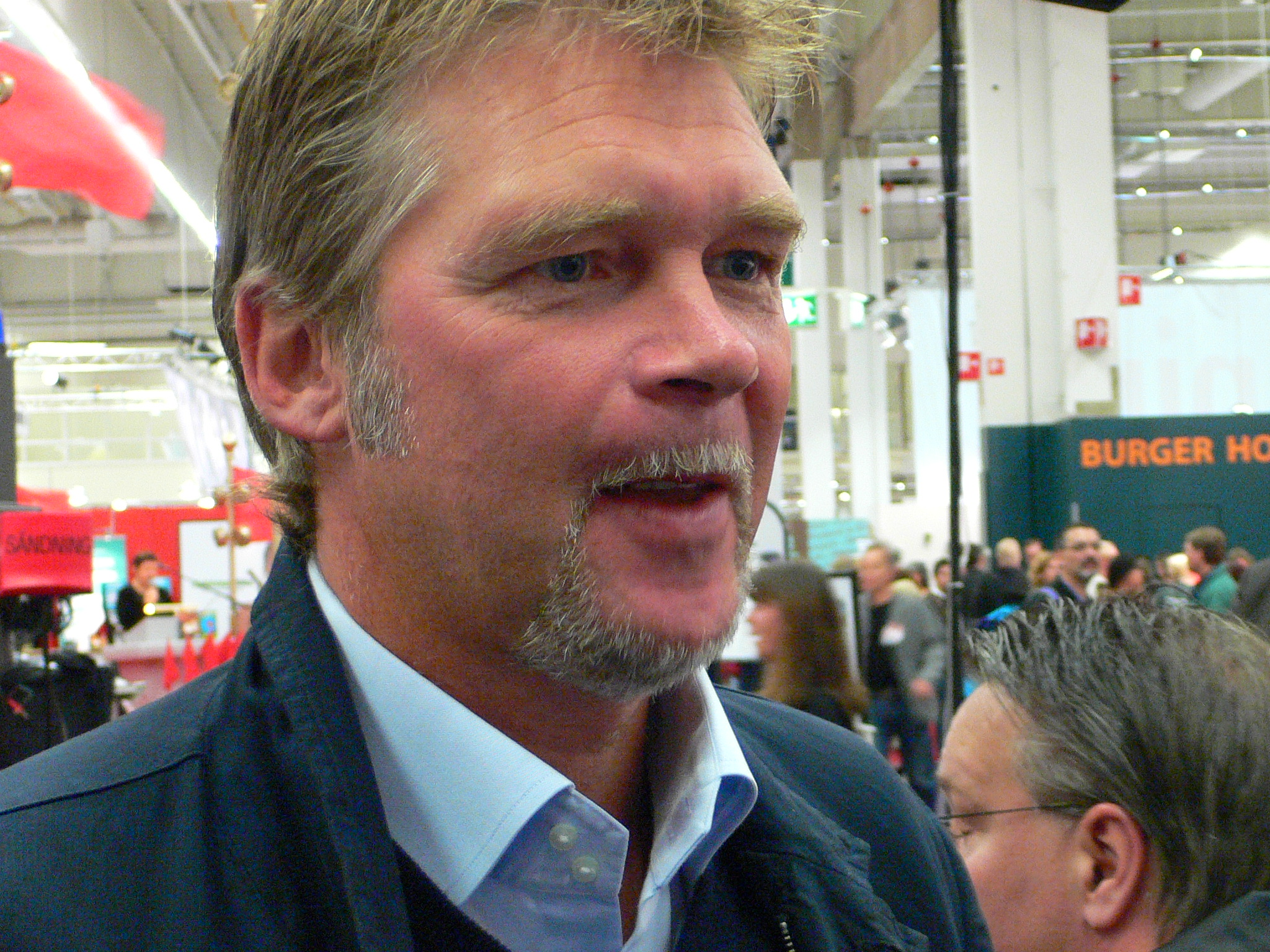
Glenn Strömberg

Glenn Peter Strömberg (ur. 5 stycznia 1960 w Göteborgu) – piłkarz szwedzki grający na pozycji pomocnika.

## Kariera klubowa
Pierwszym klubem Strömberga w karierze był Lerklis IF. W 1979 Glenn Strömberg trafił do IFK Göteborg i tam też zadebiutował w lidze szwedzkiej. W pierwszym sezonie gry w IFK wywalczył wicemistrzostwo kraju, co powtórzył w 1981. Po swój pierwszy tytuł mistrzowski Strömberg sięgnął w 1982, a dołożył do tego także triumfy w Pucharze Szwecji oraz Pucharze UEFA (wystąpił w obu wygranych finałowych meczach z niemieckim Hamburger SV).
Zimą 1983 Strömberg przeszedł do portugalskiej Benfiki Lizbona. Także z Benfiką osiągał sukcesy i już w tym samym roku wywalczył mistrzostwo Portugalii i Puchar Portugalii oraz dotarł do finału Pucharu UEFA, w którym lizboński zespół okazał się gorszy od belgijskiego Anderlechtu (0:1, 1:1). W 1984 Strömberg również sięgnął po tytuł mistrza kraju oraz wystąpił z Benfiką w Pucharze Mistrzów.
W 1984 przeszedł do włoskiej Atalanty BC, która wówczas awansowała do Serie A. Za czasów gry w Atalancie spotkał tam kilku znanych zawodników jak choćby Roberto Donadoni, Robert Prytz, Trevor Francis czy Claudio Caniggia. W klubie z Bergamo występował przez 8 sezonów, a największym sukcesem był finał Pucharu Włoch w 1987. Karierę piłkarską Glenn Strömberg zakończył w 1992 mając 32 lata, a następnie zamieszkał w Bergamo.
| Sezon   | Klub         | Kraj       | Rozgrywki   | Mecze | Bramki |
| ------- | ------------ | ---------- | ----------- | ----- | ------ |
| 1979    | IFK Göteborg | Szwecja    | Allsvenskan | 24    | 1      |
| 1980    | IFK Göteborg | Szwecja    | Allsvenskan | 25    | 2      |
| 1981    | IFK Göteborg | Szwecja    | Allsvenskan | 21    | 1      |
| 1982    | IFK Göteborg | Szwecja    | Allsvenskan | 27    | 5      |
| 1982/83 | SL Benfica   | Portugalia | Superliga   | 6     | 1      |
| 1983/84 | SL Benfica   | Portugalia | Superliga   | 26    | 9      |
| 1984/85 | Atalanta BC  | Włochy     | Serie A     | 27    | 2      |
| 1985/86 | Atalanta BC  | Włochy     | Serie A     | 30    | 4      |
| 1986/87 | Atalanta BC  | Włochy     | Serie A     | 26    | 3      |
| 1987/88 | Atalanta BC  | Włochy     | Serie A     | 34    | 3      |
| 1988/89 | Atalanta BC  | Włochy     | Serie A     | 25    | 1      |
| 1989/90 | Atalanta BC  | Włochy     | Serie A     | 28    | 1      |
| 1990/91 | Atalanta BC  | Włochy     | Serie A     | 20    | 2      |
| 1991/92 | Atalanta BC  | Włochy     | Serie A     | 29    | 2      |

## Kariera reprezentacyjna
W reprezentacji Szwecji Strömberg zadebiutował w 1982. W 1990 został powołany przez Ole Nordina do kadry na Mistrzostwa Świata we Włoszech. Tam był podstawowym zawodnikiem i zagrał we wszystkich trzech meczach grupowych: przegranych po 1:2 z Brazylią, Szkocją, w którym zdobył gola oraz Kostaryką. Karierę reprezentacyjną zakończył w 1991. Przez 9 lat rozegrał w kadrze 52 mecze.